# Gunter Henn

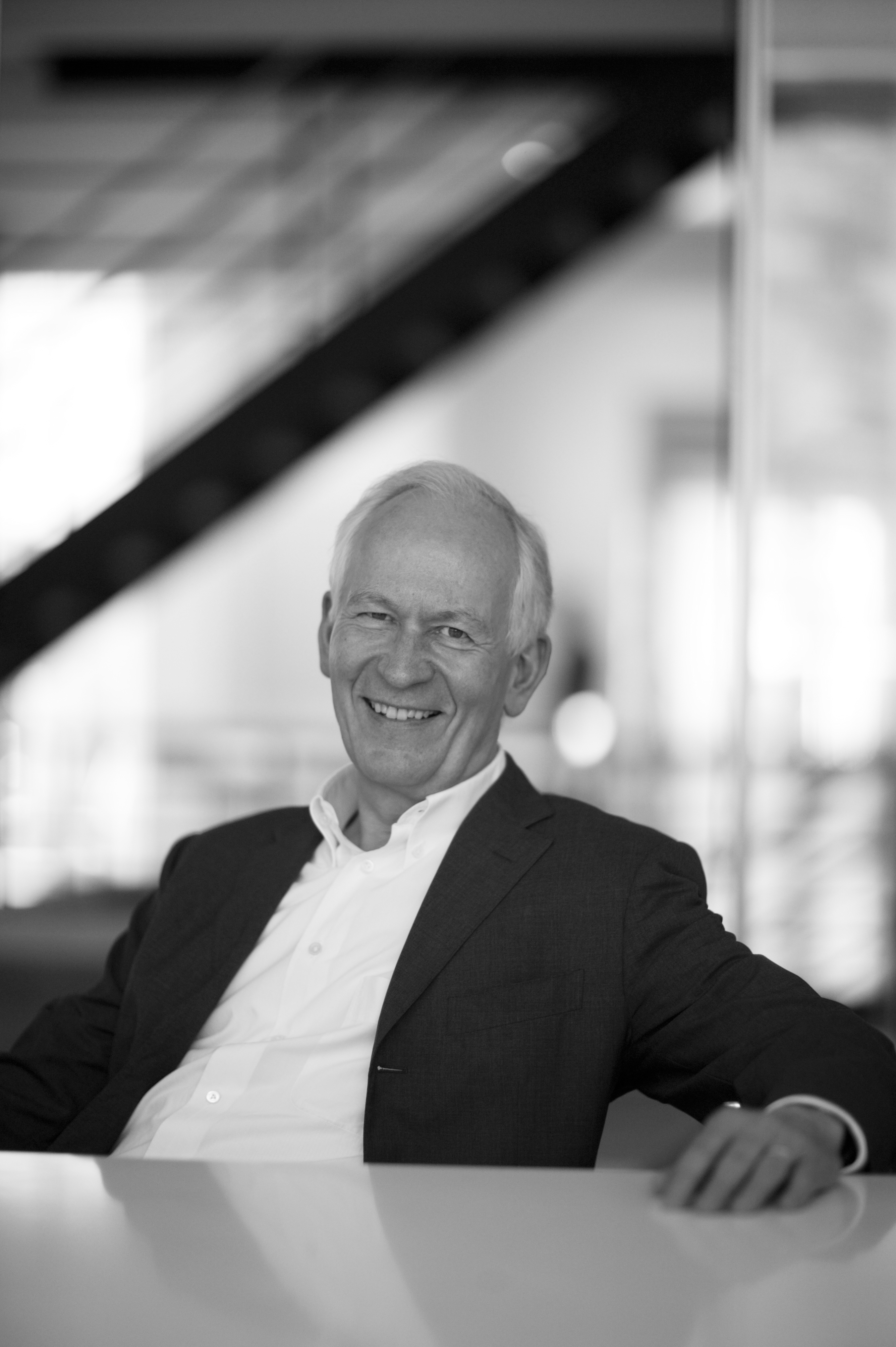
Gunter Henn (2007)

Gunter Henn (* 2. Februar 1947 in Dresden) ist ein deutscher Architekt und Hochschullehrer. Er hat sich insbesondere als Architekt von Forschungs-, Produktions- und Verwaltungsgebäuden international einen Namen gemacht.

## Biografie

### Familie, Ausbildung, Lehre
Gunter Henn ist der Sohn des Architekten und Hochschullehrers Walter Henn (1912–2006) und studierte von 1967 bis 1971 Bauingenieurwesen an der ETH Zürich, der Technischen Universität München und der Technischen Universität Berlin, wo er 1972 den akademischen Grad Diplom-Ingenieur erwarb. An der Technischen Universität München promovierte er, studierte dort von 1972 bis 1975 Architektur und schloss dieses Studium ebenfalls mit dem Diplom ab.
Seit 1994 ist er Gastprofessor am Massachusetts Institute of Technology (Cambridge, USA) und von 2000 bis 2015 Inhaber der Professur für Industriebau an der Technischen Universität Dresden.

### Beruf
Von 1979 bis 1989 arbeitete er in einer Büropartnerschaft mit seinem Vater unter dem Büronamen HENN + HENN Architekten. Von 1990 bis 2021 führte er das Büro unter HENN Architekten allein mit Standorten in München, Berlin und Peking. Heute leitet das Unternehmen eine fünfköpfige Geschäftsführung, der sein Sohn Martin Henn angehört. Er selbst agiert als Beirat.

## Veröffentlichungen
- Henn Architekten: Henn Architekten – Jahrbuch 2008. München/Berlin 2008, ISBN 978-3-00-026635-5
- Thomas J. Allen, Gunter W. Henn: The Organization and Architecture of Innovation – Managing the Flow of Technology.  Butterworth-Heinemann/Architectural Press, Amsterdam 2007, ISBN 978-0-7506-8236-7
- Gunter Henn: Bugatti Molsheim. Junius, Hamburg 2005, ISBN 3-88506-568-1
- Gunter Henn: Das Projekthaus. Junius, Hamburg 2004, ISBN 3-88506-560-6
- Henn Architekten: Die Gläserne Manufaktur. Junius Verlag, Hamburg 2003, ISBN 3-88506-543-6
- Gunter Henn, Dirk Meyhöfer (Hrsg.): Henn Architekten. Architektur des Wissens Architecture of Knowledge. Junius, Hamburg 2003
- Henn Architekten Ingenieure: Corporate Architecture. Autostadt Wolfsburg. Gläserne Manufaktur Dresden. Galerie Aedes, Berlin 2000, ISBN 3-00-006209-2